# Jonathan Stenbäcken
Anders Jonathan Stenbäcken, född 7 januari 1988 i Vårgårda, är en svensk tidigare handbollsspelare (vänsternia). Han är sedan 2022 Elitansvarig (Sportchef) för IK Sävehof.

## Handbollskarriär

### Klubblagsspel
Jonathan Stenbäcken började spela för Vårgårda IK men slutade då han flyttade från Vårgårda för att börja på sina gymnasiestudier på Katrinelundsgymnasiets rikshandbollsprogram. Han värvades då istället av Partilleklubben IK Sävehof.
Säsongen 2005/2006 gjorde Stenbäcken sin debut i Elitserien för A-laget i IK Sävehof. Säsongen 2009/2010 blev han lagkapten och var det tills han lämnade klubben efter säsongen 2010/2011. 2010 satte Stenbäcken nytt målrekord med 20 mål i en match i högsta serien, ett rekord som han fortfarande (2024) är ensam om.
Den 3 maj 2011 kungjordes att Stenbäcken spelar för Füchse Berlin i tyska Bundesliga från och med säsongen 2011/2012. Övergången hade blivit klar redan i februari samma år, men hade hemlighållits. Stenbäcken konkurrerade om en plats i startuppställningen mot bland andra ett annat nyförvärv, spanjoren Iker Romero, på vänsterniopositionen. Han fick inte mycket speltid och bytte efter endast en säsong lag till MT Melsungen.
I MT Melsungen konkurrerade Stenbäcken om en plats i startuppställningen med Grigorios Sanikis och Max Pregler på vänsterniopositionen. I och med flytten återförenades han med sin lagkamrat från IK Sävehof, Patrik Fahlgren.
Inför säsongen 2014/2015 värvades han tillbaka till Elitserien av det storsatsande laget IFK Kristianstad, där han spelade endast en säsong. 
Efter att han spelat ytterligare två säsonger i Tyskland och fyra säsonger i Danmark kom han 2021 tillbaka till IK Sävehof. Han var med och blev Svensk cupmästare med Sävehof 2022. Efter säsongen 2021/22 valde han att avsluta spelarkarriären, och blev då Elitansvarig (Sportchef) i IK Sävehof.

### Landslagsspel
Stenbäcken debuterade i A-landslaget 2008 och mästerskapsdebuterade vid VM 2009 i Kroatien.

## Släktband
Stenbäcken har spelat många säsonger tillsammans med den äldre brodern Alexander Stenbäcken i IK Sävehof. Morbrodern Joachim Stenbäcken spelade för IFK Karlskrona, SoIK Hellas, IFK Kristianstad, Stavstens IF och landslaget (55 A-landskamper). Kusinen Sebastian Stenbäcken har spelat i Elitserien för Alingsås HK och gjort ett fåtal landskamper.
Morbröderna Tore Stenbäcken och Bengt-Göran Stenbäcken har båda spelat flera säsonger i Fotbollsallsvenskan för IF Elfsborg. Kusinen Rikard Stenbäcken spelade i Elitserien i innebandy säsongen 2006/2007 för IBF Älvstranden.

## Meriter

### Inom klubblag
- Tre SM-guld (2010 och 2011 med IK Sävehof; samt 2015 med IFK Kristianstad)
- Dansk mästare 2018 med Skjern Håndbold
- Svensk Cupmästare 2022 med IK Sävehof

### Inom landslag
Ungdomslandslag
- U18-EM 2006: Brons
- U19-VM 2007: Brons
- U20-EM 2008: 4:a
- U21-VM 2009: 5:a

A-landslaget
- VM 2009: 7:a
- EM 2012: 12:a

### Individuella meriter
- Rekord i Sveriges högsta liga för flest mål av en spelare i en och samma match: 20 mål (IK Sävehof mot LIF Lindesberg, 22 december 2010)